# Пожарная охрана Москвы

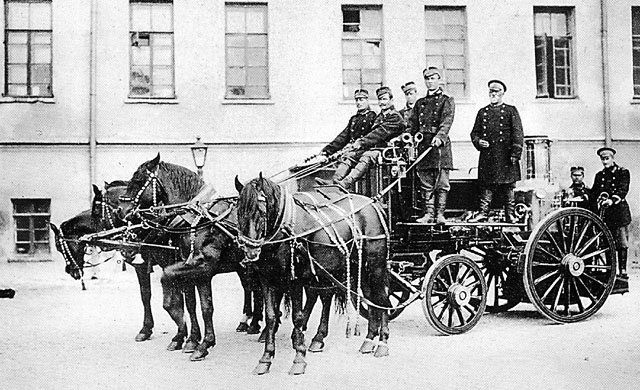
Пожарная охрана Москвы, 1900 год

Пожа́рная охра́на Москвы́ — подразделения и организации пожарной охраны, действовавшие в городе в разное время. Первая охрана появилась в древней Москве в качестве «пожарной повинности». С XVI века за борьбу с возгораниями отвечал Земский приказ. Профессиональная пожарная охрана была организована в столице 31 мая 1804 года по указу императора Александра I. На 2018 год территорию Москвы защищают подразделения Противопожарной службы города Москва, Федеральной противопожарной службы МЧС России, частные, ведомственные, добровольные подразделения пожарной охраны.
За мужество и героизм во время Великой Отечественной войны 1941—1945 гг. пожарная охрана Москвы была награждена орденом Ленина.

## История

### XV век
В древнерусский период ни вече, ни княжеская власть не занимались противопожарными мерами, только рекомендовали быть осторожнее, а виновников возгораний жестоко карали. Систематические противопожарные мероприятия и указы появились в XIV—XVII векаx. В 1434 году Василий II Тёмный издал указы, ограничивающие использование открытого огня в быту и ремёслах. В правление его сына Ивана III в столице организовали пожарную службу, при этом царь часто сам участвовал в тушении. После пожара 1472-го великий князь предписал москвичам по возможности использовать камень и кирпич для строительства, а также ставить дома подальше друг от друга. Иван III также приказал открывать мануфактуры по производству «ожиганного» кирпича и организовать в столице ночную «рогаточную охрану от огня и всякого воровства». Загоревшиеся дома тушили из вёдер или сносили. На концах главных улиц было организовано круглосуточное дежурство на специальных заставах - рогатках. Службу несли горожане, призывавшиеся по одному от каждых 10 дворов. Историки отмечают, что по такой системе всё городское население привлекалось к несению караульной службы. В 1476 году венецианский дипломат Амвросий Контарини, находясь в Москве с посольством, писал, что «…все городские улицы запираются на рогатки, и ходить ночью дозволено по крайней необходимости». Однако такая охрана не была профессиональной, она могла обнаружить, но не серьёзно бороться с возгоранием. «Судебник 1497 года» предусматривал строгое наказание виновнику пожара: «Зажигальщику животе не дать, казнить его смертной казнью», а за вольное обращение с огнём человек мог подвергнуться битью кнутом.

### XVI век

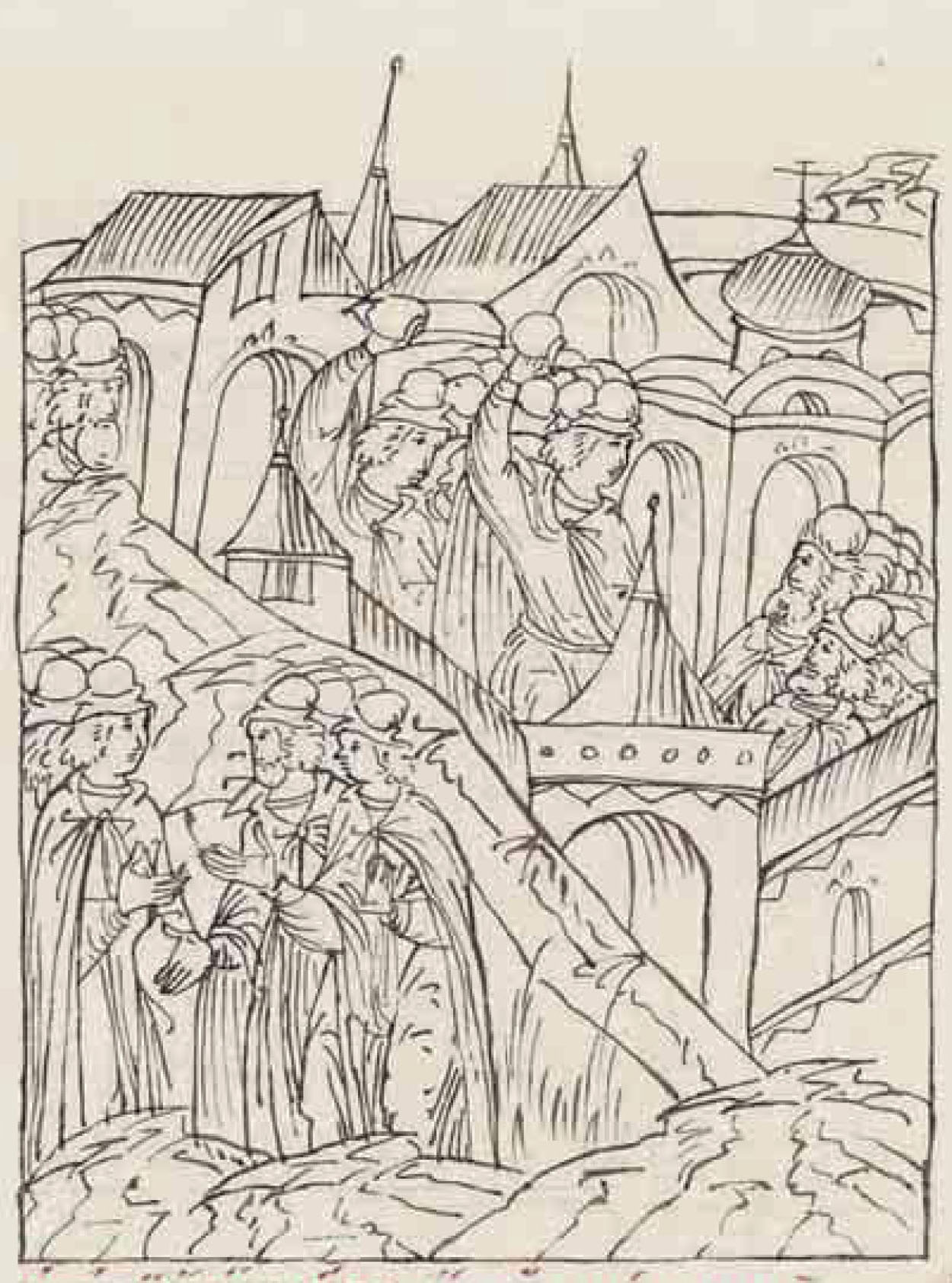
Московский пожар 1547 года, изображение из Лицевого свода, XVI век

В XVI веке, как и в предыдущие столетия, Москва много раз подвергалась пожарам, самые разрушительные из которых произошли в 1547 и 1571 годах. В столице активно развивались промышленность и ремёсла, а население увеличивалось — в XVI веке его численность составляла около 100 тысяч человек. Постоянные пожары тормозили экономический рост, поэтому требовались новые меры борьбы с огнём. В 1504 году по указу Ивана III в городе была организована пожарно-сторожевая охрана. Австрийский дипломат Сигизмунд Герберштейн вспоминал, что улицы запирались «положенными поперёк бревнами», а там дежурили сторожа и огнищане, в обязанность которых входило тушение огня. Изданные противопожарные правила запрещали топить бани и избы летом без крайней необходимости и использовать в домах свечи с наступлением сумерек. Ремесленникам было предписано устанавливать плавильни и горны подальше от жилых строений. Считается, что меры Ивана III по борьбе с огнём были первым нормативным актом противопожарной безопасности в Московском государстве.
Во время правления Ивана Грозного вышел «Домострой» протопопа Сильвестра, в котором рекомендовалось при каждом дворе иметь колодец, в комнатах и возле бани держать воду, фитиль горящего ночника устанавливать над водой. Эти меры помогали жителям бороться с небольшими возгораниями собственными силами. Сборник предписывал осматривать печи изнутри и снаружи, смазывать щели глиной и покрывать печку глиняным или железным навесом. Сам царь Иван IV в 1547 году выпустил указ, предписывающий жителям Москвы иметь на крышах домов и во дворах чаны с водой для тушения пожаров. Через два года купцов и торговый люд перевели из посадов в Китай-город, им запретили возводить опасные при пожарах высокие хоромы. Однако опасность пожаров только выросла из-за уплотнения Китай-города. Это привело к необходимости очередной перепланировки города.
Московские дьяки иногда инспектировали и выполняли планировку улиц других городов после крупных пожаров. При Фёдоре Ивановиче ширина городских улиц была увеличена до 12 саженей, переулков — до шести. Город разделили на участки, на концах улиц вместо рогаток установили решётчатые ворота — заставы. Дежурившие обыватели выбирали себе «решёточного приказчика», караулившего, «чтобы нигде не зажигали, не набросали бы огню, не накинули ни со двора, ни с улицы». Впоследствии приказчики были включены в Земский приказ, занимавшийся полицейскими делами. Службу на заставах контролировали знатные «объезжие головы». Их размещали на съезжих дворах, ставших потом центрами городской полицейской и пожарной служб. Объезжие головы курировали город вместе с конной стражей, следили за использованием огня, ловили поджигателей и нарушителей правил. Начальникам помогали десятские, сотские и тысяцкие, назначаемые из местных жителей. Они должны были мобилизовать население и руководить отрядами в случае пожара. Горожан, которые отказывались тушить пожары, считая их божьей карой за грехи, наказывали.
В середине XVI века борьбой с пожарами стали заниматься приказы. Разрядный приказ разделил Москву на 17 участков, во главе которых стояли объезжие головы. Он был полномочен мобилизовать дворянское ополчение в случае войны, а также собирал население на тушение огня. Вскоре к ним присоединился организованный в 1550 году Стрелецкий приказ. По мнению историков, Московское государство было первым в мире, начавшим использовать воинские подразделения для организованной борьбы с огнём. Это являлось прогрессивным шагом в развитии противопожарной системы столицы. В столице было несколько стрелецких слобод, откуда они отправлялись на место возгорания. При разборе горящих зданий военные могли использовать бердыши, топоры и другие инструменты. В стране началось постепенное формирование профессиональной пожарной службы. Так, в 1571 году после того, как войска крымского хана Девлет-Гирея сожгли Москву, специальным распоряжением был ограничен доступ посторонних к горящим зданиям.
Основным способом борьбы с огнём оставался снос ближайшей застройки. Чтобы спасти нетронутые здания, их часто накрывали специальными войлочными или брезентовыми щитами, которые сверху поливали водой, а крыши — мокрыми кожами. К середине XVI века относятся первые упоминание об использовании ручных насосов при тушении огня. Несмотря на нововведения, пожарно-сторожевая служба не была регулярной и профессиональной.

### XVII век

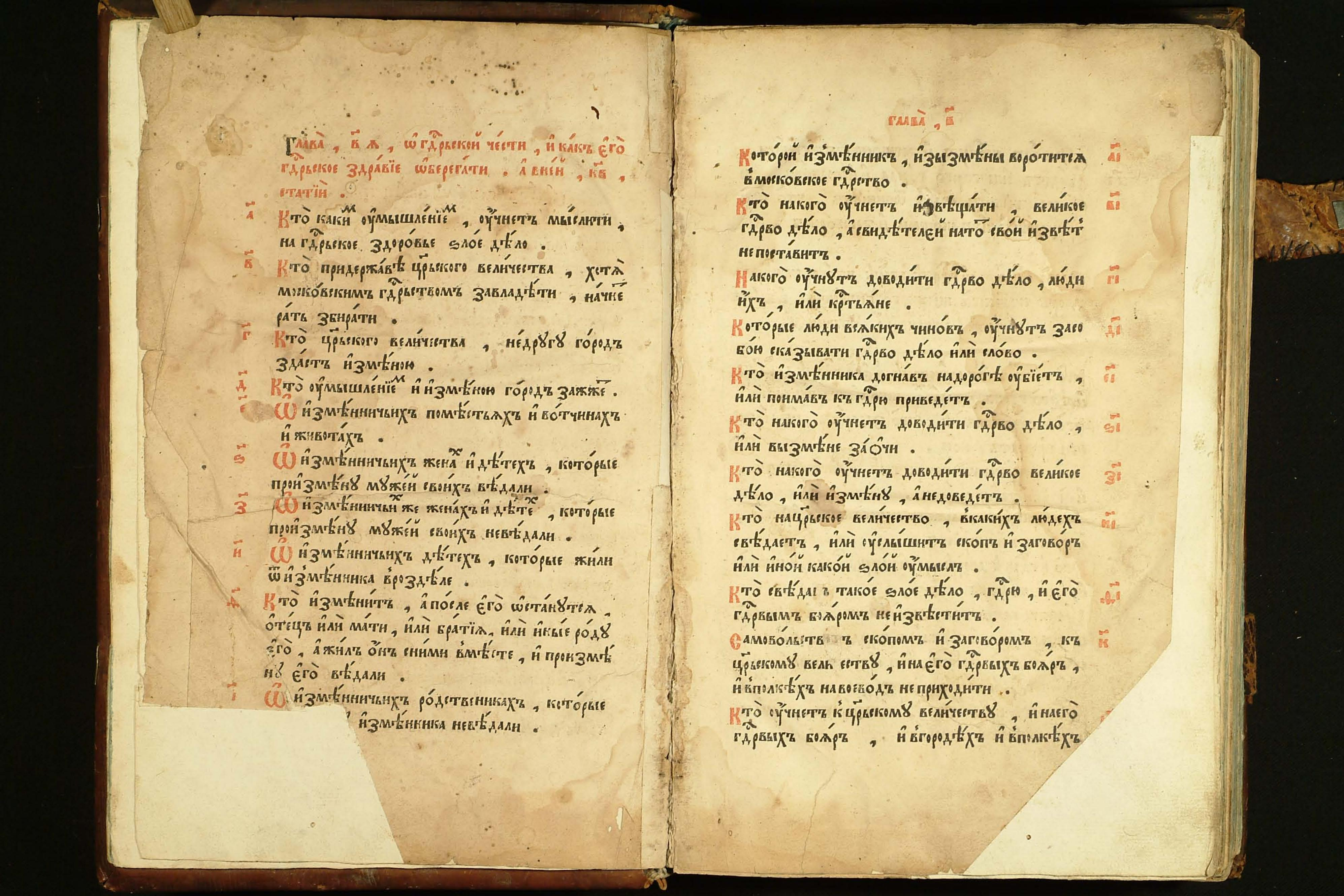
Страницы Соборного уложения 1649 года

В 1603 году царь Борис Годунов предписал разделить столицу на 11 округов для более эффективного «береженья от огня». Возглавляли округа члены Боярской думы, среди которых были Никита Трубецкой, Иван Басманов, Василий Голицын и другие. В 1624-м в России начали применяться пожарные насосы московского изготовления. Население содержало колодцы для тушения пожаров.
30 апреля 1649 года Алексей Михайлович издал «Наказ о градском благочинии», определявший правила работы пожарных команд, их штат, техническое обеспечение и финансирование. Документ устанавливал постоянное дежурство и меры наказания за неосторожное обращение с огнём. Горожане должны были иметь у себя на дворах вёдра и водосливные медные трубы. В Уложении царя Алексея Михайловича предусматривались различные наказания за неосторожное обращение с огнём и умышленный поджог. Эти положения действовали во всех городах Московского государства. Хотя положения и распространялись на другие города, это не сделало людей более ответственными, жители продолжали уплотнять застройку.
Сведения о пожарах и меры борьбы с ними сохранились в записках и мемуарах иностранных путешественников, побывавших в Москве в XVII веке. Немецкий путешественник и дипломат Адам Олеарий вспоминал тушение пожаров в 1630—1640-х годах:
При подобных несчастьях снаряжаются стрельцы и особая стража, которые должны действовать против огня, но огонь там никогда не тушат водой, а прекращают распространение его тем, что ломают близстоящие строения для того, чтобы огонь, потерян силу, потух сам собою. Для этой же цели каждый солдат и ночной сторож должны носить при себе топор. <...> Жилые городские дома (за исключением бояр, богатых купцов, духовенства) построены из дерева. Крыши делают из теса, отчего бывают частые пожары, так, что не проходит не только месяца, но даже и недели, чтобы не сгорало несколько домов, а иногда при сильном ветре, целых улиц.
Секретарь римского посольства Адольф Лизек писал, что для того, чтобы огонь не распространялся, стрельцы ломали окружающую застройку: «кто заплатит, чтоб сохранить дом, то стрельцы ставят щиты из бычьей кожи, беспрерывно поливая их водою, и тем заграждают дом от огня».
Во время пребывания курляндского путешественника и дипломата Якова Рейтенфельса в Москве, на торге у стен Кремля уже не было ни одного жилого помещения, «дабы таким образом держать огонь, сильно свирепствующий обыкновенно в этом городе, как можно далее. По этой же причине рынок тщательно оберегается сторожами, и те мастера, кои работают с огнем, живут в отдаленном от рынка месте».

### XVIII век

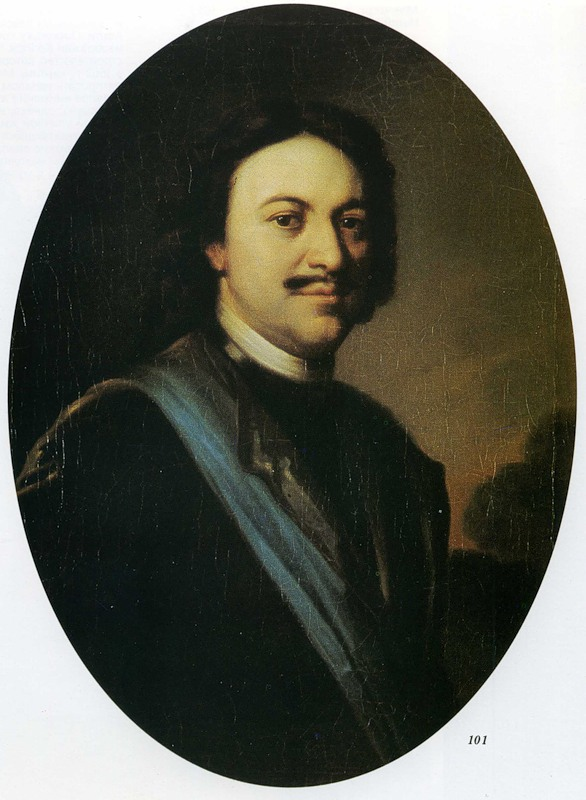
Портрет Петра I, 1717 год

В целях противопожарной безопасности Пётр I пытался ограничить строительство деревянных домов в Москве. 9 августа 1700 года был издан указ, строго предписывающий: «деревянного строения отнюдь не строить, а строить неотменно каменные домы или, по крайней мере, мазанки, и строиться не среди дворов, как было в старину, а линейкой по улицам и переулкам». В том же году Пётр I заказал из Голландии новые пожарные трубы, изготовленные по конструкции изобретателя Яна Ван дер Хейдена. На больших улицах обязательно было иметь медные трубы с кожаными рукавами, в других местах хранились крюки и водоливные трубы. По городу дежурили караульщики с трещотками, а в тушении пожаров участвовали также солдаты московского гарнизона. Впоследствии в начале XIX века была организована профессиональная пожарная охрана во главе с брандмайором.
28 января 1704 года вышел очередной указ, согласно которому в Кремле и Китай-городе можно было строить только каменные здания и располагать их вдоль улиц и переулков, а не внутри дворов. Тем не менее ему часто не следовали из-за недостатка кирпича и кровельного железа. После указа 2 мая 1711 года в гарнизонные полки начали поставлять топоры, вёдра, крюки, багры, насосы, «паруса» и другие инструменты борьбы с пожаром. На больших улицах должны были использоваться «заливные трубы медные с рукавами», которые изготавливали на мануфактуре купцов Шапошниковых.
В первой половине XVIII века продолжалось возведение каменных построек и мощение улиц кирпичом. В Кремле и Китай-городе деревянные мостовые заменялись каменными плитами, в других районах города улицы планировалось покрыть мелким камнем. Кремлёвские мостовые переделали в камень к 1725 году. При Петре I были также предприняты перепланировка и расширение московских улиц. Меры противопожарной безопасности во многом оставались старыми: на крышах домов полагалось устанавливать кадки с водой, печи на лето запечатывать и рядом с домами иметь колодцы. За неисправные печи могли подвергнуть телесным наказаниям. Указом Сената от 9 сентября 1736 года была установлена минимальная ширина улицы в две сажени (около 3,6 м) и расстояние между домами. Документ устанавливал требования к кровле домов и обязывал хозяев иметь колодцы.
После пожара весной 1737 года Сенат предписал коллегиям и канцеляриям иметь собственные противопожарные инструменты, которые должна была предоставить Главная полицмейстерская канцелярия. Под особый контроль правительства было взято изготовление труб и печей. В 1753-м в Кремле и Китай-городе окончательно запретили деревянное строительство. Через 10 лет в Москве появились «пожарные конторы», впоследствии преобразованные в «пожарные экспедиции» под контролем городской полиции. В конторы входили брандмайор, 20 брандмейстеров, два мастера заливных труб, два слесаря, литейщик, медник и токарь, а также четыре сапожника и четыре кузнеца.
После эпидемии чумы 1771 года поднялся вопрос о водоснабжении города, кроме того без достаточного количества воды нельзя потушить пожары. 28 июня 1779 года Екатерина II подписала указ о строительстве Мытищинского водопровода. 14 апреля 1781 года власти рассматривали план устройства городских кузниц в одну линию. Был поднят вопрос, «каким образом подле Земляного валу быть вместо нынешних деревянных, вред и убыток наносящих, в предосторожность от пожарных случаев впредь каменным кузницам план, фасад и профиль со сметами». После ещё одного пожара в 1784 году Москва была поделена на 20 частей, в каждой из которых создана своя пожарная команда. Жители обеспечивали пожарных содержанием, одеждой и обувью. Извозчики пожарной команды получали жалование из казны. Государство выделяло также 2000 рублей ежегодно на починку амуниции, содержание лошадей, ремонт повозок и пожарных инструментов для команд. Для того чтобы начинающийся пожар был заметен, в городе появились первые пожарные каланчи. В 1786-м была предпринята первая попытка организовать противопожарное страхование в России: Екатерина II подписала указ о создании страховой экспедиции, работавшей во всех городах империи. В 1792 году пожарные команды были переведены в ведение полиции.

### XIX век

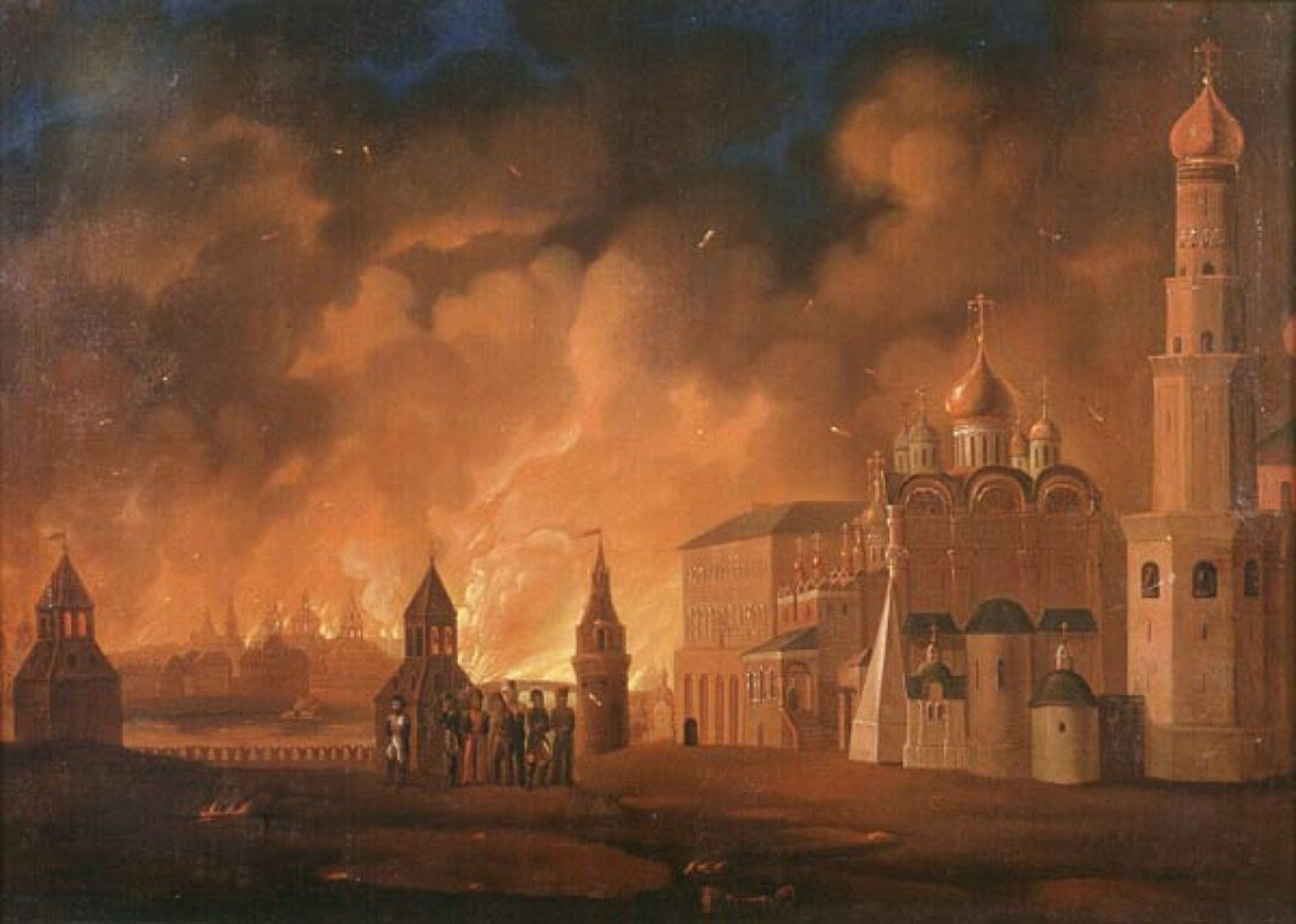
Картина Алексея Смирнова «Пожар Москвы», 1813 год

Пожар в Малом театре 2 мая 1914 года

В XIX веке количество городских пожаров значительно уменьшилось благодаря развитию пожарной охраны. С марта 1802 года при съезжих дворах создавались пожарные команды «из солдат, неспособных к строевой службе». Срок пожарной службы составлял 25 лет. В сентябре того же года над всеми пожарными командами установили единого руководителя. 31 мая 1804 года по указу императора Александра I в Москве появилась профессиональная пожарная охрана, а «пожарная повинность» была снята с горожан. Пожарные части размещались на специальных съезжих дворах, где были конные пожарные обозы и инвентарь. Каждой частью руководил брандмейстер. Для наблюдения за пожарами в частях стали строить каланчи. При обнаружении пожара часовой давал сигнал, на подготовку обоза давалось 2,5 минуты, после чего он отправлялся на тушение. К 1812 году в городе действовало 32 пожарные бригады. В 1823-м организовалась первая регулярная пожарная команда, которой государство предоставляло жалованье, провиант и обмундирование. В общей сложности в то время в городе было более 1,5 тысячи пожарных, из которых 354 работали также фонарщиками. В каждой части под управлением брандмейстера состояло 75 рядовых, шесть кучеров с повозкой и четыре трубочиста. Конные казаки подавали пожарные сигналы на каланчах и осуществляли связь между частями. Писатель Михаил Пыляев отмечал, что за неосторожную езду по улицам у нарушителей конфисковали лошадей и отдавали их в распоряжение пожарных команд. Вслед за государственным развивалось коммерческое противопожарное страхование — 22 июня 1827 года было учреждено Первое страховое от огня общество.
Для восстановления города после французской оккупации и опустошающего огня в 1813 году была создана специальная Комиссия о строении Москвы, которую возглавили московский главнокомандующий Фёдор Ростопчин, инженер Егор Челиев и архитектор Осип Бове. Согласно проекту, до начала строительства нужно было расчистить пространство для широких улиц и площадей, заключить в коллекторы небольшие реки и ручьи, а также засыпать овраги. В городе началась прокладка канализации. Послевоенный город восстанавливался более 30 лет.
До 1830-х годов основным техническим средством пожарных были водоливные трубы. Российский инженер Густав Лист получил несколько наград и медали за разработку труб. Например, он заменил кожаные клапаны и поршни на более надёжные медные. С 1863 года машиностроительный завод Листа впервые в России выпустил паровую пожарную машину в 24 лошадиные силы. В 1837-м Московской пожарной команде выдали новое оснащение: 18 лестниц, 18 крюковых ходов, 94 бочки и 26 конных линеек. Тогда же арестантов «при усердии и хорошей нравственности» стали переводить из московской арестантской роты гражданского ведомства на пожарную службу. В середине столетия в Москве стали строить пожарные депо. Город разделили на части и кварталы, для каждого из которых выделялось определённое количество пожарных и инструментов. Первый пожарный устав появился в России в 1857-м. Обычно пожарные высматривали возгорания с каланчи в разных районах города. Сохранились сведения, что в 1860-х годах полицмейстер Николай Огарёв организовал снабжение пожарных команд лучшими столичными лошадьми. Полицмейстер отбирал животных на конезаводах, привозил в город и распределял по пожарным частям. Жители узнавали пожарных по масти их лошадей — разной во всех частях. Со временем в пожарной службе стали применять военно-полицейский телеграф, телефон и электрическую сигнализацию. В 1892 году начало свою работу Российское пожарное общество (позднее — Императорское), сформировавшее вокруг себя добровольные пожарные дружины. О местности, в которой случился пожар, информировало количество шаров, висевших на пожарной части, а красный флаг или фонарь означали, что объявлен «сбор всех частей, пожар угрожающий». Такая система противопожарной охраны сохранялась до 1917 года.
О пожарах 1880-х годов вспоминал известный москвовед и журналист Владимир Гиляровский:
Я помню одно необычайно сухое лето в 1880-е годы, когда в один день было 14 пожаров, из которых два — сбор всех пожарных частей. Горели Зарядье и Рогожская слобода почти в одно и то же время. <…> И когда с каланчи, чуть заметив пожар, дежурный звонил за веревку в сигнальный колокол, пожарные выбегали иногда в еще непросохшем платье. Пожарный обоз представлял собой: на четверках — багры, на тройке — пожарная машина, а на парах — вереница бочек с водой. А впереди, зверски дудя в медную трубу, мчится верховой с горящим факелом.

### XX век

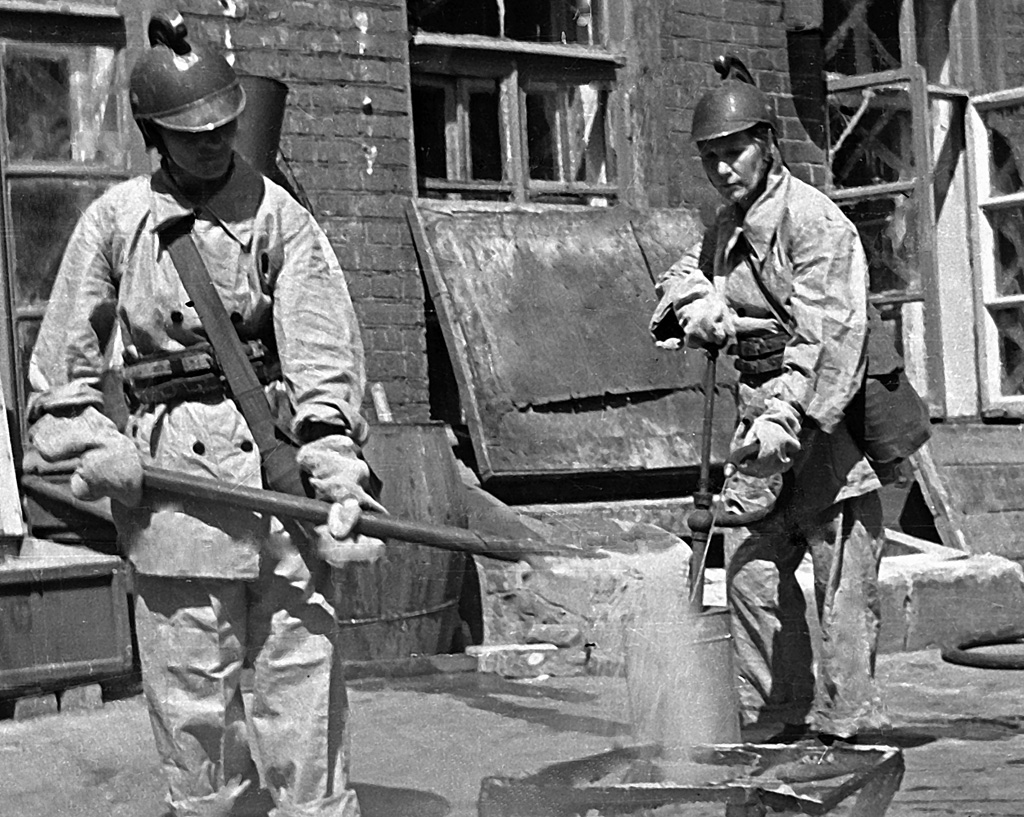
Пожарный расчёт тушит немецкие зажигательные авиабомбы, 1941 год

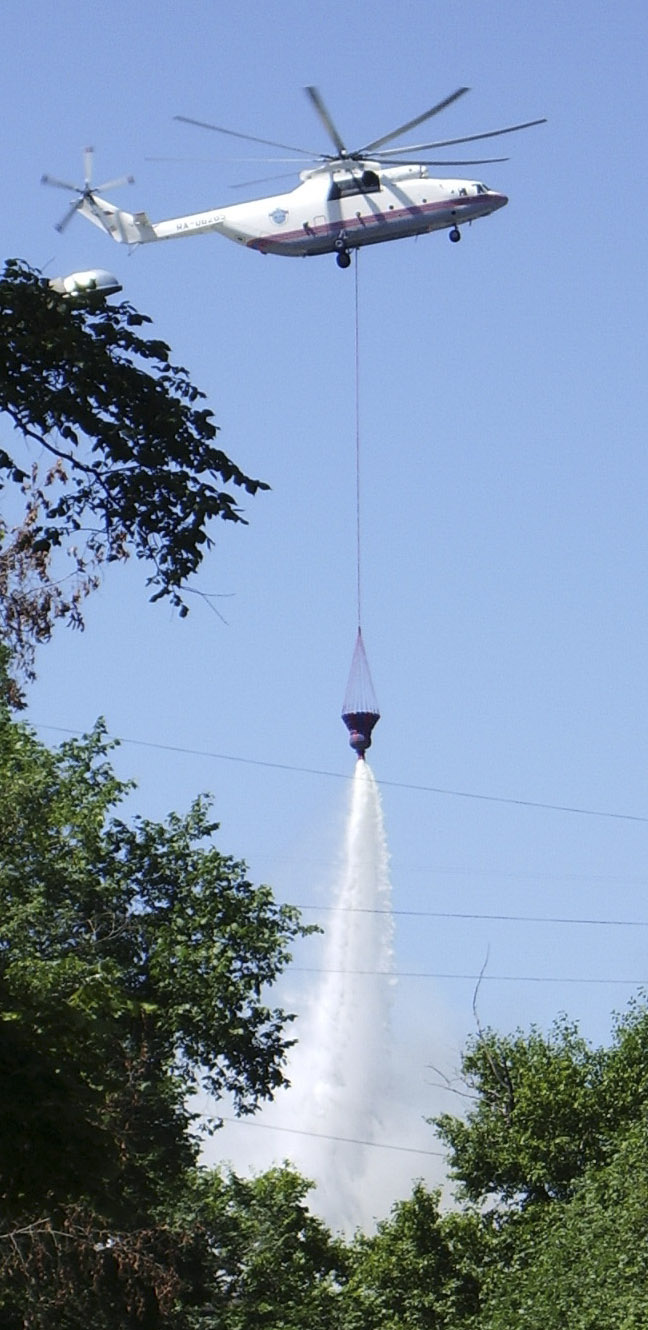
Ми-26 тушит НПО «Алмаз» в 2010 году

В XX веке происходила активная механизация противопожарной службы. Пожарные команды могли прибывать ближе к месту возгорания с помощью железной дороги. Для этих целей были организованы два вагона на 74 человека, три крытых для лошадей и инструментов, а также две платформы с обозами. В 1911 году при тушении пожаров стали использоваться химические огнетушители фирмы «Минимакс». В начале столетия в Москве построили 17 противопожарных водопроводов и 5995 колодцев. За возникновением возгораний следили с 16 каланчей. Впервые автомобили в пожарной службе стали использоваться в Мясницкой пожарной части в 1908 году. В 1912-м в распоряжении Московской пожарной команды были три автолинейки, 11 паровых машин, 14 конных лестниц, 28 конных повозок, 25 конных насосов и 342 лошади. Московская команда состояла на тот момент из 865 пожарных. В 1916 году было уже 13 автомобилей, часть из которых оборудовали насосами.
После революции в 1918 году в Москве было организовано Управление пожарной охраны Главного управления внутренних дел Мосгорисполкома. 17 апреля того же года советская власть выпустила декрет «Об организации государственных мер борьбы с огнём» — первый законодательный противопожарный акт, действие которого распространялось на всю страну. 18 июня был также принят проект положения «Об организации государственного пожарного надзора в РСФСР», разработанный Всероссийским совещанием пожарных. В конце 1920-х каланчи потеряли значимость из-за бума многоэтажной застройки, на окраинах эти вышки продолжали использовать. Однако уже в 1930-х пожарные части стали организовываться по новым принципам, несколько вышек сохранились на 2018 год, например на Мосфильмовской улице и в Сокольниках. К 1926-м конные обозы были заменены на грузовики, а ещё через десять лет стали использоваться специальные машины с автоматической подачей воды. В каждом районе были организованы службы пожарного надзора. С 1930-х помимо спецтехники стали использоваться вертолёты, теплоотражающие костюмы и противогазы. В 1932 году в стране начал действовать бесплатный телефон пожарной службы — 01, а также применялась пожарная сигнализация. В годы Великой Отечественной войны во время обороны Москвы пожарная охрана тушила возгорания от немецких зажигательных бомб.
С 1965 года части и подразделения военизированной пожарной охраны Москвы стали комплектоваться из лиц, призванных на действительную военную службу. До этого пожарные части формировались из солдат сверхсрочной службы. Призыв солдат срочной службы в пожарные части Москвы продолжался в 1996-м, когда в пожарные части столицы было призвано 900 человек. Самовольное оставление части пожарными являлось нарушением воинской дисциплины. Срочников перестали присылать в пожарные части в начале 2000-х годов.
В 1977 году случился пожар в крупнейшей на тот момент в мире гостинице «Россия», который было сложно потушить. После ликвидации огня стал вопрос о составлении новых правил пожарной безопасности для гостиниц, общежитий, кемпингов и других многонаселённых объектов. Особое внимание специалисты уделяли системе дымоудаления и сигнализации. Принятые через год правила предусматривали меры по предотвращению пожаров, описывали эвакуацию и обязанности персонала. К концу XX века пожарные части города были оснащены автонасосами, автоцистернами, специальными машинами и устройствами для тушения пожаров, для борьбы с огнём стали использоваться вертолёты.

### Современность
После распада СССР было создано МВД России, при этом вопросы местных противопожарных подразделений передали в ведение его региональных органов. 23 августа 1993 года Служба противопожарных и аварийно-спасательных работ была преобразована в Государственную противопожарную службу (ГПС) МВД.
В результате административной реформы Государственная противопожарная служба была разделена на Федеральную и службы субъектов. В 2008 была создана Противопожарная служба города Москва. В отличие от других субъектов федерации законодательно наличие муниципальной пожарной охраны не предусмотрено.